# Fu Qian
Fu Qian (? - septembre 263) Guerrier chinois du royaume de Shu lors de l'époque des Trois Royaumes en Chine antique. Il était également le fils du général Fu Tong.
Étant très prisé par Jiang Wei, il reçut, conjointement avec Jiang Shu, la tâche d’entraîner les troupes pour une cinquième invasion du royaume e Wei de la part de Jiang Wei. D’ailleurs, Jiang Wei le consulta avant l’invasion et ses plans furent approuvés. Lors de l’assaut sur Changcheng,  Fu Quian se battit vaillamment, tuant Li Peng et capturant Wang Zhen. Toutefois, en raison de nombreux renforts provenant des Wei, l’assaut fut un échec et Jiang Wei sonna la retraite. 
En l’an 258, Fu Qian participa à la sixième campagne militaire contre les Wei de Jiang Wei à titre de commandant de l’Armée de Droite, mais l’attaque se révéla une fois de plus un échec. Durant la septième campagne il réussit à piéger Deng Ai grâce au plan de Jiang Wei, mais le leader ennemi parvint tout de même à s’enfuir. Il fut également actif lors des huitième et neuvième invasions des Wei. 
En l’an 263, lorsque les armées Wei envahirent les territoires des Shu, Fu Qian fut chargé de la défense de la Passe de Yangping avec son acolyte Jiang Shu. Pendant qu’il alla combattre les armées de Zhong Hui sur les champs de bataille, Jiang Shu livra la passe à l’ennemi. Fu Qian renonça à toute capitulation et continua à se battre désespérément jusqu’à l’anéantissement complet de ses troupes. Acculé, il se suicida en se tranchant la gorge. 